# Campo Staff
Las Palmas también conocido como Campo Staff es uno de los sectores que forman la ciudad de Cabimas en el estado Zulia, forma parte de la parroquia Carmen Herrera.

## Ubicación
Las Palmas es una calle cuya entrada está frente a la avenida Carnevalli entre la av Independencia y la av Principal de la Rosa, en esta última está su salida. Al norte tiene Punta Icotea, al este Buena Vista y al oeste el Lago de Maracaibo.

## Zona residencial
Las Palmas como fue renombrado el campo Staff, fue construido como un campo petrolero cerrado de residencias costosas de una sola calle, actualmente cuenta con edificaciones importantes una al lado de la otra: la Clínica de especialidades Odontológicas en la entrada, el muelle de Halliburton, el Colegio "Isabel Maldonado Blanco".
Separada de estas edificaciones está Cable TV COL, a la vez estación de televisión y oficinas locales de Intercable. Como televisión por suscripción es la única basada en Cabimas, produce algunos programas propios entre ellos un noticiero. 
El resto del campo Staff lo constituyen las residencias más lujosas de Cabimas. A fines de los 1980's era una atracción ir a ver las luces navideñas que instalaban los residentes, hoy la electricidad no es tan económica y ya no es como antes.
En los años 90 el campo Staff pasó a la administración de la alcaldía de Cabimas y cambió su nombre a Urbanización Las Palmas, la gente le sigue llamando campo Staff porque el letrero en el portón todavía dice ese nombre, además de la fuerza de la costumbre.